# Goal line

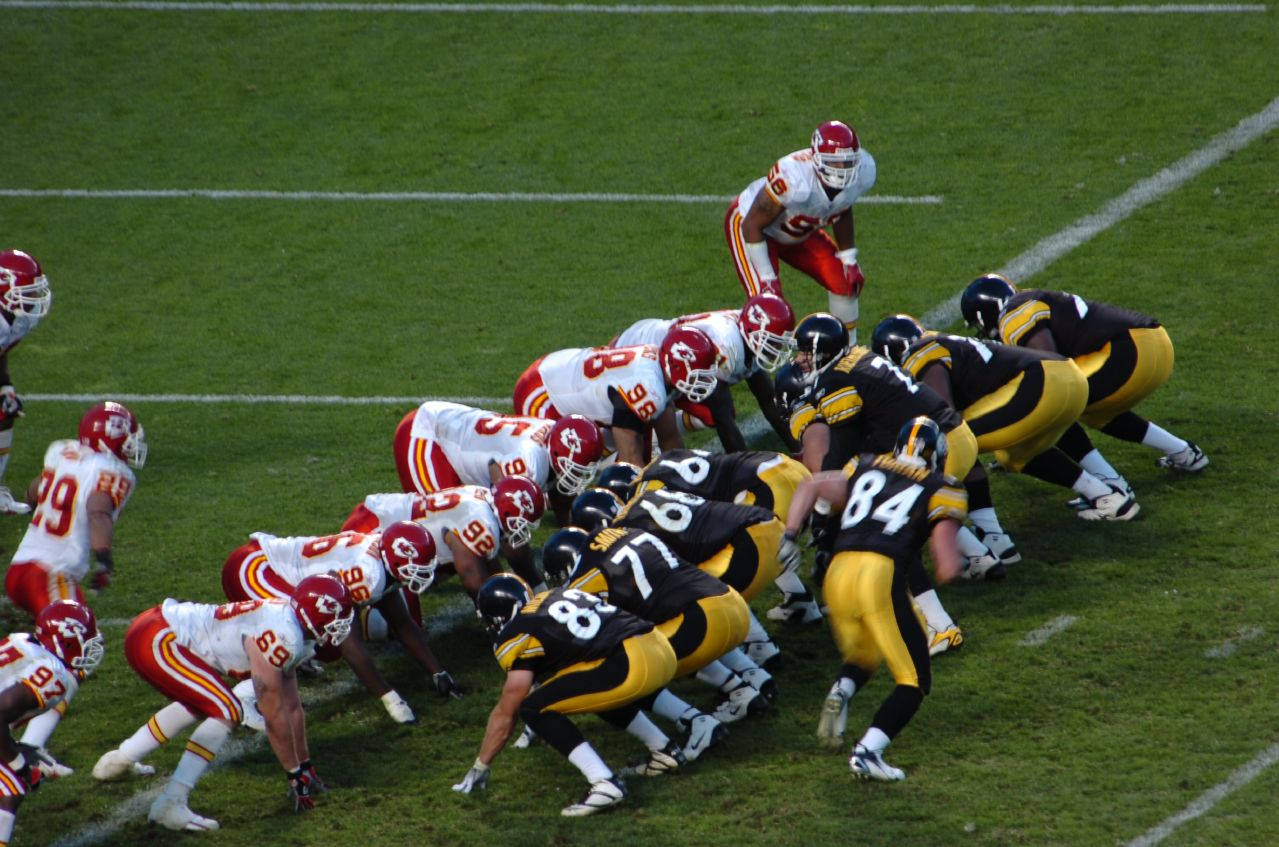
Les Kansas City Chiefs (blanc et rouge) et les Pittsburgh Steelers (noir et or) s'apprêtent à jouer devant la goal line.

La goal line, ligne de but ou ligne des buts est un terme du football américain et du football canadien qui désigne sur un terrain la ligne séparant la zone de jeu de la end zone (zone des buts). Les règlements de la NFL précisent que cette ligne a une largeur de 8 pouces (20,3 cm).
Cette ligne doit être franchie afin de marquer un touchdown (touché).
En fait, il suffit qu'une partie quelconque du ballon touche le plan vertical tracé par la goal line en étant tenue par un joueur de l'équipe qui attaque pour qu'un touchdown soit marqué.